# Pjotr Breus
Pjotr Pavlovitj Breus (ryska: Пётр Па́влович Бре́ус), född 2 december 1927, död 2000, var en sovjetisk vattenpolospelare. Han tog OS-brons 1956 med Sovjetunionens landslag.
Breus gjorde två mål i den olympiska vattenpoloturneringen i Melbourne. Turneringen är mest känd för blodet i vattnet-matchen mot Ungern.